# Kanovaren op de Paralympische Zomerspelen

Kanovaren is een van de sporten die op het programma van de Paralympische Spelen staan. Deze sport, ook parakanovaren genoemd, wordt beoefend door sporters met bepaalde fysieke mogelijkheden. De sport staat onder auspiciën van de International Canoe Federation (ICF).

## Geschiedenis
De beslissing de sport toe te voegen aan het programma van de Paralympische Zomerspelen werd genomen tijdens een bijeenkomst van het Internationaal Paralympisch Comité in Guangzhou, China in 2010. Kanovaren staat vanaf 2016 op het programma, een eerste maal tijdens de Spelen in Rio de Janeiro.

## Classificatie
Alle klassen werden in 2016 betwist met een eenpersoons kajak met peddel met dubbel blad, met aparte klassen voor mannen en vrouwen, in rechte banen op het water gemarkeerd met boeien, over een afstand van 200 meter. Op de Paralympische Spelen waren bij het debuut nog geen competities met uitleggerkano, ook va'a genoemd naar het Samoaans en Hawaïaans woord, die klassen waren er al wel op de wereldkampioenschappen georganiseerd door de ICF. Bij de Spelen van Tokio 2020 werden drie nieuwe klassen, met uitleggerkano of va'a toegevoegd.
| Klasse | Omschrijving  | Mogelijkheid                                                 | Man/vrouw | Debuut  |
| ------ | ------------- | ------------------------------------------------------------ | --------- | ------- |
| KL1    | Kajak         | Armen en evt. schouders (geen beenfunctie, geen rompfunctie) | Mannen    | PS 2016 |
| KL1    | Kajak         | Armen en evt. schouders (geen beenfunctie, geen rompfunctie) | Vrouwen   | PS 2016 |
| KL2    | Kajak         | Armen, schouders en romp (geen of beperkte beenfunctie)      | Mannen    | PS 2016 |
| KL2    | Kajak         | Armen, schouders en romp (geen of beperkte beenfunctie)      | Vrouwen   | PS 2016 |
| KL3    | Kajak         | Armen, romp en benen (andere beperking)                      | Mannen    | PS 2016 |
| KL3    | Kajak         | Armen, romp en benen (andere beperking)                      | Vrouwen   | PS 2016 |
| VL2    | Uitleggerkano | Armen, schouders en romp (geen of beperkte beenfunctie)      | Mannen    | PS 2020 |
| VL2    | Uitleggerkano | Armen, schouders en romp (geen of beperkte beenfunctie)      | Vrouwen   | PS 2020 |
| VL3    | Uitleggerkano | Armen, romp en benen (andere beperking)                      | Mannen    | PS 2020 |

## Evenementen
Er werd in een of meerdere klassen om de medailles gestreden (zie hiervoor de jaarartikelen).
| Editie              | Klassen                                                                              |
| ------------------- | ------------------------------------------------------------------------------------ |
| Rio de Janeiro 2016 | Mannen - KL 1 - KL 2 - KL 3 Vrouwen - KL 1 - KL 2 - KL 3                             |
| Tokio 2020          | Mannen - KL 1 - KL 2 - KL 3 - VL 2 - VL 3 Vrouwen - KL 1 - KL 2 - KL 3 - VL 2        |
| Parijs 2024         | Mannen - KL 1 - KL 2 - KL 3 - VL 2 - VL 3 Vrouwen - KL 1 - KL 2 - KL 3 - VL 2 - VL 3 |